# Sarikei (stad)
Sarikei is een stad en gemeente (majlis daerah; district council) in de Maleisische deelstaat Sarawak.
De gemeente telt 56.000 inwoners.